# Kagisho Dikgacoi
Kagisho Evidence Dikgacoi (Tswana: kaxísʰo dik͡xák͡ǀoi - Brandfort, 24 november 1984) is een Zuid-Afrikaans voormalig betaald voetballer die doorgaans op het middenveld speelde. Hij was actief van 2005 tot en met 2017. Dikgacoi was van 2007 tot en met 2013 international in het Zuid-Afrikaans voetbalelftal, waarvoor hij 55 interlands speelde en twee keer scoorde.
Dikgacoi was met Zuid-Afrika actief op de African Cup of Nations 2008, de FIFA Confederations Cup 2009 en het WK 2010. Op het wereldkampioenschap speelde hij tegen Mexico en Uruguay van begin tot eind. Omdat hij in beide wedstrijden een gele kaart kreeg, miste hij Zuid-Afrika's laatste groepswedstrijd, tegen Frankrijk.

## Clubstatistieken
| Seizoen  | Club                      | Competitie               | Wedstrijden | Doelpunten |
| -------- | ------------------------- | ------------------------ | ----------- | ---------- |
| 2005     | Bloemfontein Young Tigers | National Second Division | 9           | 0          |
| 2005-'09 | Golden Arrows             | Premier Soccer League    | 73          | 8          |
| 2009-'11 | Fulham                    | Premier League           | 13          | 0          |
| 2011-'13 | Crystal Palace            | Championship             | 82          | 7          |
| 2013-'14 | Crystal Palace            | Premier League           | 26          | 0          |
| 2014-'16 | Cardiff City              | Championship             | 25          | 0          |
| 2016-'17 | Golden Arrows             | Premier Soccer League    | 10          | 1          |